# Rhinanthus fallax
Rhinanthus fallax är en snyltrotsväxtart som först beskrevs av Christian Friedrich Heinrich Wimmer och Heinrich Emanuel Grabowski, och fick sitt nu gällande namn av Alfred Chabert. Rhinanthus fallax ingår i släktet skallror, och familjen snyltrotsväxter. Inga underarter finns listade i Catalogue of Life.